# 自由主義国家論
自由主義国家論（じゆうしゅぎこっかろん、英: Minarchism）は、自由主義の下で国家の機能を安全保障や治安維持など最小限にとどめた自由主義国家を目指すべきとする考え方。
夜警国家（やけいこっか、英: Night-watchman state）とも言われる。

## 意味
日本では「夜警国家論」とも呼ばれるのが通例であるが、「夜警国家」の語はフェルディナント・ラッサールが「自由主義国家」を批判して用いた語 (Nachtwächterstaat) に由来するもので、本来の名称は「自由主義国家論」である。
19世紀末期から20世紀初頭までは広がりを見せたが、世界恐慌によって自由主義国家論的な「自由な資本主義」は抑制されていった。
自由主義国家の対義語としては、福祉国家や警察国家などがある。